# 查爾斯·科頓

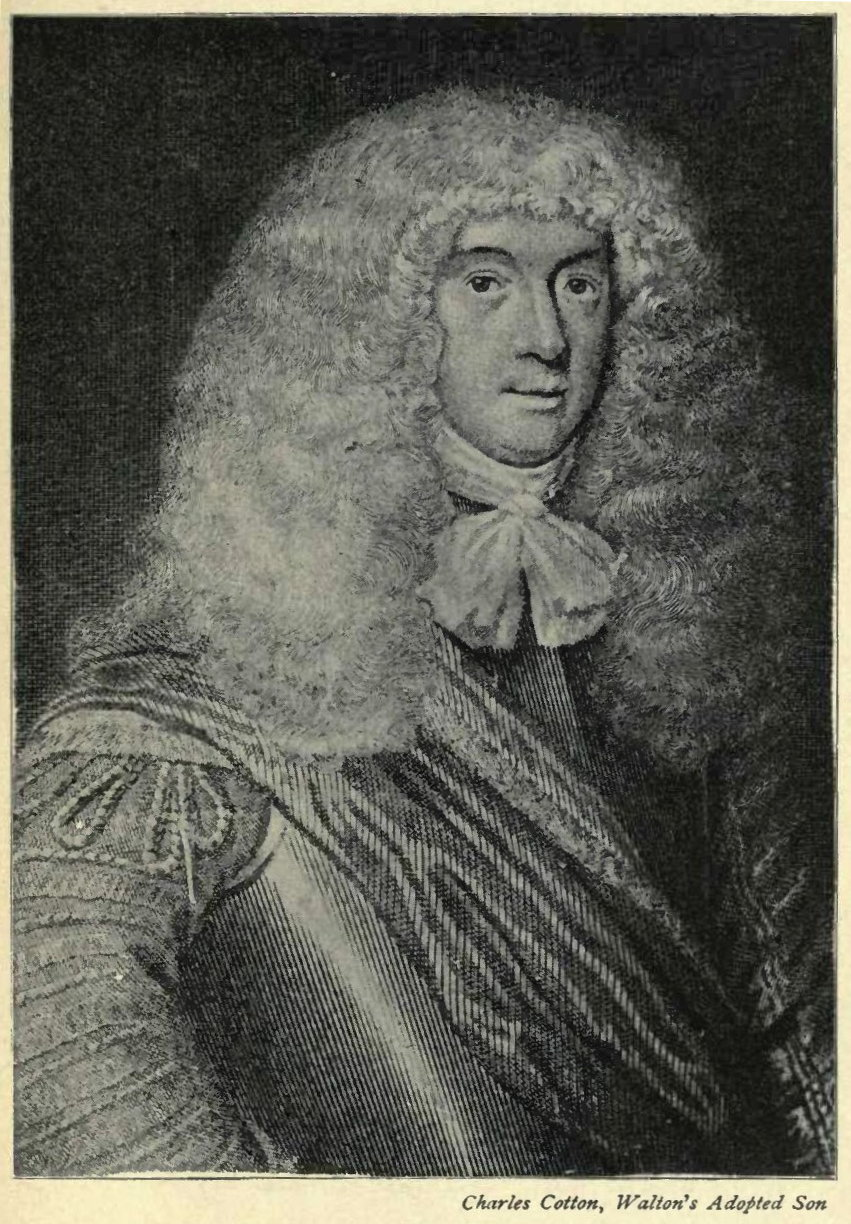
查爾斯·科頓

查尔斯·科顿（Charles Cotton，1630年4月28日 - 1687年2月16日）是一位英国诗人和作家，他将米歇尔·德·蒙田的法语作品翻譯成英文。艾薩克·華爾頓是他的好友。 晚年科頓破产。1687年科顿去世时，他的财产全部被债权人拿走。1687年2月16日，他被安葬於皮卡迪利圣雅各教堂。 